# Estrutura MOS

Estrutura Metal-óxido-semicondutor construída com um substrato de silício tipo p (estrutura PMOS)

Uma estrutura MOS (Metal-Oxide-Semiconductor) é um dispositivo eletrónico formado por um substrato de silício dopado, sobre o qual se faz crescer uma capa de óxido (SiO2). Os elementos se contactam com dois terminais metálicos chamados substrato e comporta. A estrutura compara-se com um condensador de placas paralelas, onde se substitui uma das placas pelo silício semicondutor do substrato, e a outra por um metal, ainda que na prática se usa polisilício, isto é, um policristal de silício.

## Funcionamento
A estrutura NMOS está formada por um substrato de silício dopado com lacunas. Ao aplicar um potencial de comporta positivo, os eletrões presentes no substrato (portadores minoritários) são atraídos para a capa de óxido de comporta. Ao mesmo tempo, as lacunas são repelidos da capa de óxido de comporta como o potencial positivo afasta-os. Isto ocasiona uma acumulação de elétrons na zona do óxido, onde o silício apresenta um excesso de elétrons e portanto é de tipo n. A inversão do dopado no silício (que antes era de tipo p) é o que lhe dá origem ao nome desta região. Também se produz uma região de esgotamento de portadores nas zonas do óxido, como as lacunas do substrato se recombinam com os elétrons atraídos.
De maneira análoga, uma estrutura PMOS está formada por um substrato de silício dopado com elétrons. Ao aplicar um potencial de comporta negativo, as lacunas presentes no substrato (portadores minoritários) são atraídos para a capa de óxido de comporta. Os elétrons são repelidos do óxido de comporta como o potencial negativo afasta-os. As lacunas acumulam-se na zona do óxido, em onde o silício acumula um excesso de lacunas e portanto se comporta como um material de tipo p. A recombinação de lacunas e elétrons produz uma região de esgotamento.
A tensão positiva aplicada na comporta de uma estrutura PMOS distribui-se através das capas de materiais de acordo com a seguinte equação
Em onde
é a tensão da comporta,{\displaystyle V_{G}}
é a diferença das funções de trabalho entre o metal e o semicondutor: ,{\displaystyle qV_{FB}}{\displaystyle qV_{FB}=\phi _{MS}=\phi _{M}-\phi _{S}}
é a queda de tensão no óxido,{\displaystyle V_{ox}}
é a queda de tensão no semicondutor{\displaystyle \psi _{s}}

Capacitância padrão da estrutura MOS em função da tensão de comporta.

Em ambos os tipos de estruturas se acumulam ónus elétricos no óxido e no semicondutor, de modo que o dispositivo se comporta como um condensador elétrico. Distinguem-se três regiões de funcionamento, dependendo do nível de tensão que se aplica no terminal da comporta.

### Acumulação
Na etapa de acumulação as cargas alojam-se no óxido pelo mesmo princípio de operação de um condensador, em onde o dielétrico se polariza de forma proporcional ao campo elétrico aplicado.
Realmente o que ocorre é o seguinte:
Caso pMOS:
Aplicamos um potencial negativo na comporta. Isto induz elétrons, atraindo lacunas à interface e criando um campo elétrico. Daí o nome de acumulação.
Caso nMOS:
Aplicamos um potencial positivo na comporta. Isto induz lacunas, atraindo elétrons à interface e criando um campo elétrico.
Recordemos que o campo elétrico vai sempre de carga positiva a carga negativa

### Esgotamento
Ao incrementar o potencial de comporta, os elétrons e as lacunas começam-se a recombinar no semicondutor para formar a região de esgotamento.
Caso pMOS:
Aplicamos potencial positivo à porta, com o que se acumula carga positiva no metal. O Semicondutor é tipo N, com o que se atraem elétrons à interface e se afastam as lacunas que tinha antes na interface. Produz-se um campo elétrico no sentido contrário ao caso de Acumulação, neste caso desde o metal ao semicondutor. Como consequência, há uma recombinação de elétrons e lacunas que produz o esgotamento do canal.
Caso nMOS:
Aplicamos potencial negativo à porta. Como consequência se atraem lacunas à interface e se cria um campo elétrico. Do Semicondutor ao metal. elétrons e lacunas se recombinam

### Inversão
Se se continuar aumentando a tensão da comporta, consegue-se a inversão do tipo de dopado do semicondutor.
Caso pMOS:
Neste caso induzimos uma tensão muito positiva, o que induz muitas lacunas no metal. Como o semicondutor é tipo N, o que se consegue é um campo elétrico grande que vai do metal ao semicondutor, e por tanto uma Intensidade grande, devido aos elétrons que se juntam à interface atraído pelo excesso de lacunas do metal
Caso nMOS:
Aplicamos uma tensão muito negativa que faz que o metal se encha de eletrões. Como consequência, as lacunas do semicondutor, se vêem atraídos para a interface se criando um campo elétrico do semicondutor ao metal.

## Capacidade MOS
Num condensador de capacidade C, aparece uma carga Q, dada pela expressão: Q=C·V, onde V é a tensão entre armaduras. No condensador MOS, a tensão entre a porta e o substrato faz que adquira a carrega Q, que aparece em ambos lados do óxido. Mas no caso do semicondutor isto significa que a concentração de portadores baixo a porta varia em função da tensão aplicada a esta.
Imaginemos que temos o substrato de silício tipo p, isto é, contendo um excesso de lacunas. Ligamo-lo a 0 V, e temos a porta também conectada a 0 V. Nestas condições, não existe uma variação na concentração de lacunas. Quando vamos aumentando a tensão de porta, o condensador se vai carregando, com carga positiva na parte da porta e negativa no substrato que, em nosso caso de semicondutor p, significa que o número de lacunas vai diminuindo até atingir a carga correspondente à tensão de porta. Este modo de funcionamento chama-se deplexão, vaziamento ou empobrecimento. Podemos continuar aumentando a tensão da porta até que já não fiquem lacunas na banda de condução e o substrato baixo a porta volta-se isolante.
Mas, se continuamos aumentando ainda mais a tensão, o condensador MOS precisa mais carga, que as lacunas já não podem lhe proporcionar, pelo que aparecem elétrons na banda de condução, apesar de ser o substrato tipo p. Este fenómeno chama-se inversão e permite formar canais tipo n dentro de semicondutores p. Quanto mais aumentamos a tensão, maior carga introduzimos e mais avança a capa de investimento dentro do substrato, com o que a zona baixo a porta se vai fazendo a cada vez mais condutora.
Voltemos a pôr a porta a 0 V e vamos polarizando-a com valores negativos. Agora a carga no substrato é positiva e o número de lacunas aumenta, com o que a condutividade, também. Este modo de funcionamento chama-se de acumulação ou enriquecimento, pois aumenta-se o número de portadores.

### Cargas no óxido
A descrição anterior é teórica e não se ajusta ao caso real, como durante o processo de fabricação diversas cargas ficam presas no óxido que forma a estrutura MOS. Esta carga é independente da tensão que se aplique à porta, mas influi sobre o comportamento da estrutura, já que se deve polarizar a porta para compensar esta carga antes de que o condensador MOS se comporte como se descreveu no parágrafo anterior.
Estas cargas têm sido um quebra cabeças para os desenhadores de circuitos integrados MOS, pois variam incontroladamente as suas condições de funcionamento. Em circuitos digitais, suaviza-se o problema usando tensões de alimentação elevadas, que se foram reduzindo ao poder controlar melhor a quantidade de cargas presas.
Modificando esta carga varia-se a tensão à que se produz a inversão, de forma que se tem estruturas que a zero volts têm resistência elevada, enquanto outras a têm reduzida.

### Variações
Ainda que o dióxido de silício é um bom dielétrico e obtém-se oxidando o substrato, existem outras estruturas similares com outros isolamentos, constituindo a estrutura MINHAS (Metal-Insulator-Semicondutor). Também pode ter várias capas de dielétricos diferentes, como no caso das celas MIOS.

## Aplicativos
A estrutura MOS é de grande importância dentro dos dispositivos de estado sólido pois forma os transistores MOSFET, base da eletrónica digital atual. Mas, ademais, é o pilar fundamental dos dispositivos de carga acoplado, CCD, tão comuns em fotografia. Assim mesmo, funcionando como condensador é responsável por alojar cargas correspondente aos bits das memórias dinâmicas.
Também se utilizam como condensadores de precisão em eletrónica analógica e microondas.